# Eriocaulon karnatakense
Eriocaulon karnatakense är en gräsväxtart som beskrevs av S.P.Gaikwad, Sardesai, U.S.Yadav och Shrirang Ramchandra Yadav. Eriocaulon karnatakense ingår i släktet Eriocaulon och familjen Eriocaulaceae. IUCN kategoriserar arten globalt som sårbar. Inga underarter finns listade i Catalogue of Life.